# Maccabeats
The Maccabeats – amerykańska grupa muzyczna śpiewająca a cappella założona w 2007 roku.

## Historia
Zespół został założony w 2007 roku przez grupę studentów Uniwersytetu Jesziwy w Nowym Jorku. Grupa stała się popularna w 2010 r. dzięki nawiązującemu do żydowskiego święta, Chanuki, utworowi "Candlelight" będącego aranżacją piosenki "Dynamite" Taio Cruz'a. Teledysk obejrzany w serwisie YouTube odtworzono ponad 8 milionów razy wyreżyserował Uri Westrich.
17 maja 2011 r. z okazji Miesiąca Dziedzictwa Żydów Amerykańskich, The Maccabeats wystąpili w Białym Domu przez prezydentem USA Barackiem Obamą.

## Twórczość
Muzyka The Maccabeats nawiązuje do historii i tradycji żydowskich. Większość utworów zespołu to aranżacje a cappella znanych przebojów.

### Dyskografia
- 2010: Voices from the Heights
- 2012: Out of the Box